# South Africa House

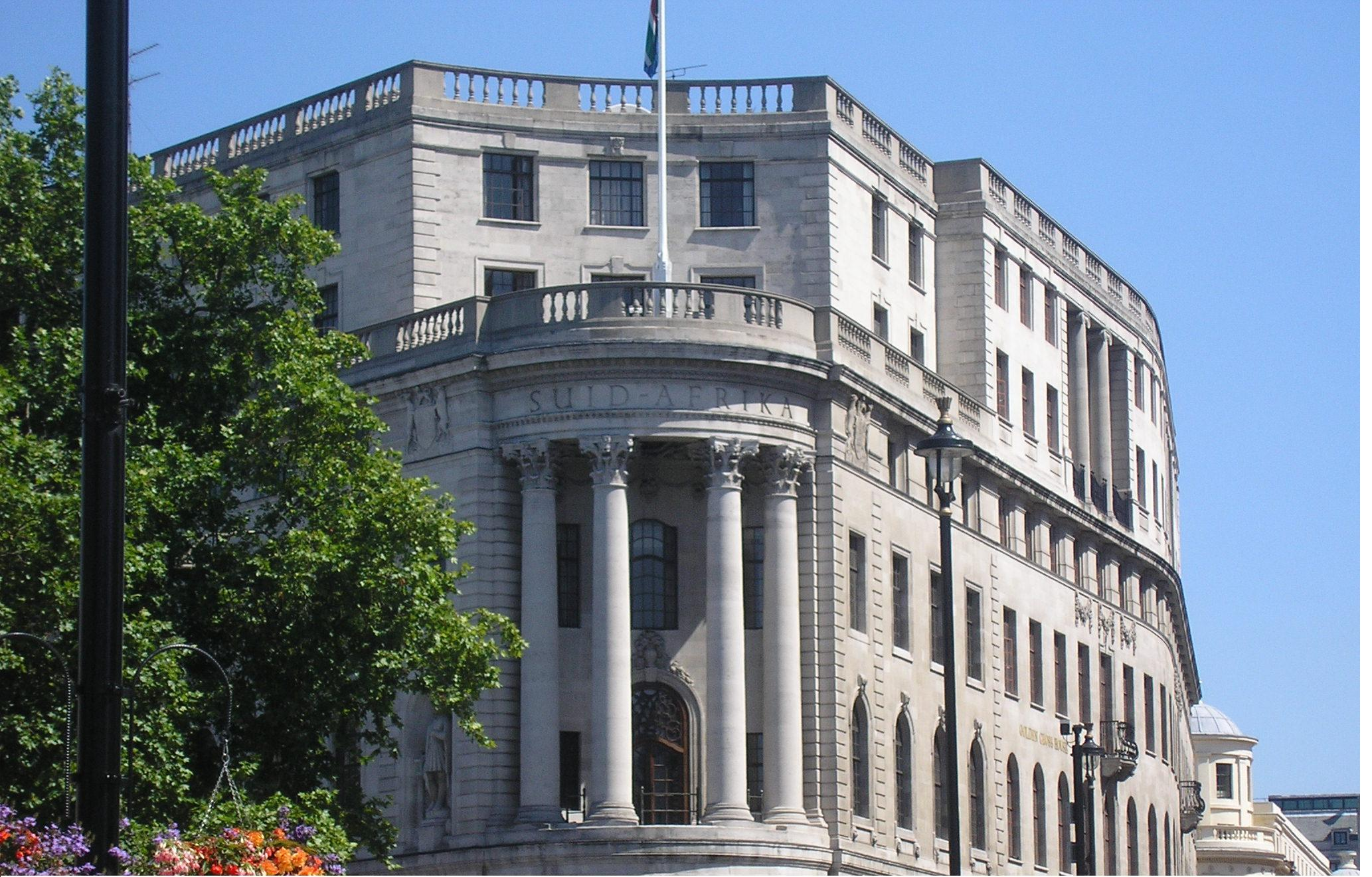
Balcone di South Africa House

L'High Commission of South Africa di Londra è la missione diplomatica del Sudafrica nel Regno Unito. Ha sede nella South Africa House, un edificio in Trafalgar Square, a Londra. Oltre a contenere gli uffici dell'Alto Commissario, ospita anche il consolato sudafricano. Dal 1982 è stato dichiarato un edificio classificato di Grade II *.

## Storia
La South Africa House fu costruita da Holland, Hannen &amp; Cubitts negli anni 1930 sul sito di quello che era stato il Morley's Hotel. L'edificio venne progettato da Sir Herbert Baker, con sculture architettoniche di Coert Steynberg e Sir Charles Wheeler, e inaugurato nel 1933. Venne acquistato dal governo del Sudafrica come sua principale presenza diplomatica nel Regno Unito. Durante la seconda guerra mondiale, il primo ministro Jan Smuts visse lì mentre conduceva i progetti di guerra del Sudafrica.
Nel 1961, il Sudafrica divenne una repubblica e si ritirò dal Commonwealth causa della sua politica di segregazione razziale. Di conseguenza, l'edificio divenne un'ambasciata, piuttosto che un Alto Commissariato. Durante gli anni 1980, l'edificio, che era una delle poche missioni diplomatiche sudafricane in un'area pubblica, fu preso di mira dai manifestanti di tutto il mondo. Negli anni 1980 vi si svolsero lunghe veglie fuori dall'ingresso di Trafalgar Square, culminate in una veglia continua di quattro anni per il rilascio di tutti i prigionieri politici in Sudafrica. Una di queste proteste è stata inclusa in un video dei Pet Shop Boys. Durante i tumulti della Poll Tax del 1990, l'edificio fu dato alle fiamme dai rivoltosi, anche se non gravemente danneggiato.
Le prime elezioni democratiche completamente libere in Sudafrica si sono svolte il 27 aprile 1994 e quattro giorni dopo il paese è rientrato nel Commonwealth, 33 anni dopo il suo ritiro dopo essere diventato una repubblica. Come le missioni diplomatiche di altri paesi del Commonwealth, la missione è diventata ancora una volta un Alto Commissariato.
Oggi, South Africa House non è più un luogo controverso ed è il punto focale della cultura sudafricana nel Regno Unito. Il presidente sudafricano Nelson Mandela è apparso sul balcone della South Africa House nel 1996, in occasione della sua visita ufficiale di stato nel Regno Unito. Nel 2001, Mandela è apparso di nuovo sul balcone della South Africa House per celebrare il settimo anniversario del Freedom Day, quando il sistema dell'apartheid è stato ufficialmente abolito.